# Kitala
Kitala (Chitala chitala) är en fiskart som först beskrevs av Hamilton 1822.  Kitala ingår i släktet Chitala och familjen Notopteridae. IUCN kategoriserar arten globalt som nära hotad. Inga underarter finns listade i Catalogue of Life.